# TT212
La tombe thébaine TT 212 est située dans la nécropole thébaine sur la rive ouest du Nil, face à Louxor en Égypte ; plus précisément sur le lieu de Deir el-Médineh, un site bien connu pour abriter les tombes des artisans et ouvriers qui ont travaillé à la construction des tombes royales dans la vallée des Rois. 
La tombe est attribuée à Ramosé (Rˁ-msjw), un scribe dans la Place de Vérité, une fonction liée aux affaires administratives et judiciaires, souvent associée à la justice dans l'Égypte antique. Sa conception date de la dernière moitié du règne de Ramsès II (XIXe dynastie). 
Cette période est marquée par une évolution dans la décoration des tombes, et la TT 212 en est un excellent exemple, offrant un aperçu de l'art funéraire dans l'Égypte du Nouvel Empire, ainsi que des changements stylistiques qui accompagnent l'extension du pouvoir royal.

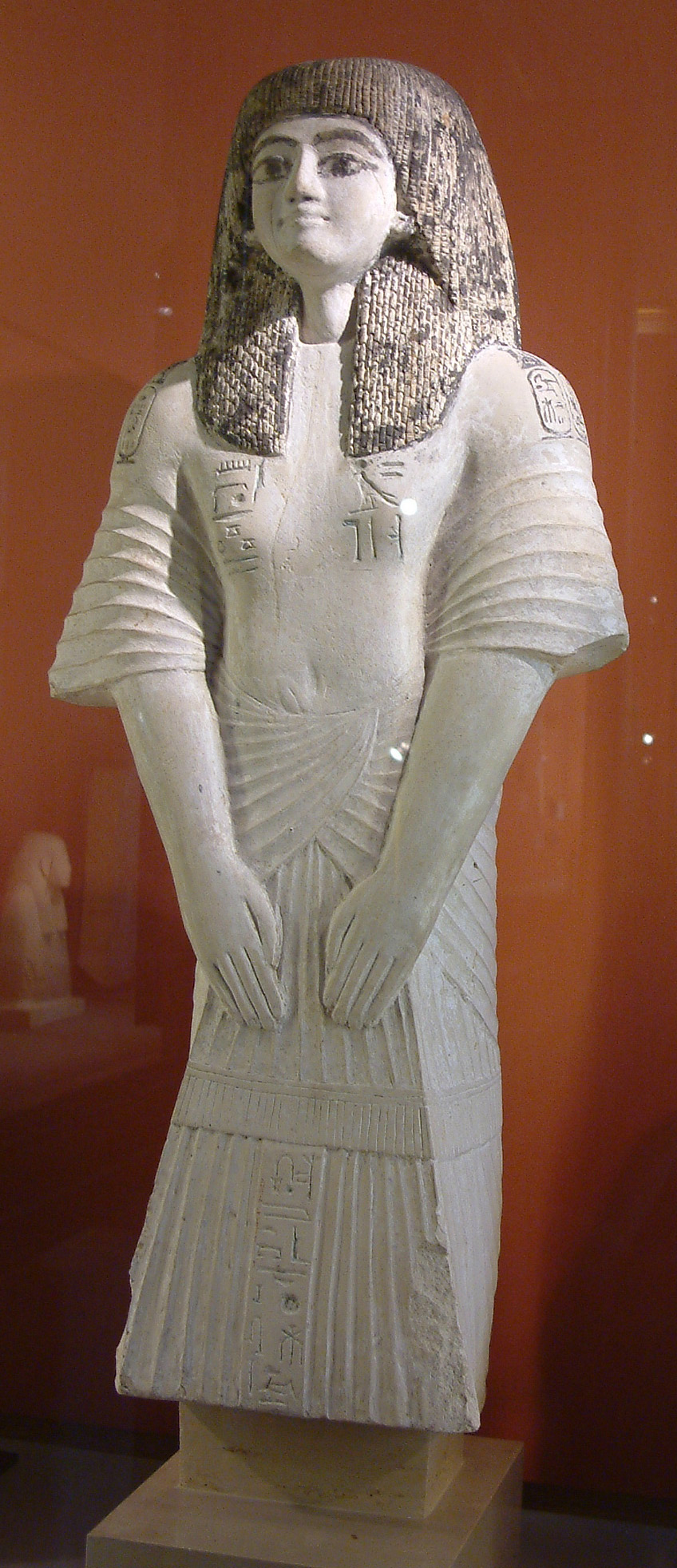
Statue de Ramosé, découverte à Deir el-Médineh.

## Historique et contexte
La tombe date de la dernière moitié du règne de Ramsès II, un pharaon de la XIXe dynastie, dont le règne est souvent considéré comme l'une des périodes les plus prospères de l'Égypte antique.
Le rôle de Ramosé en tant que scribe dans la Place de Vérité pourrait indiquer un statut relativement élevé dans la société égyptienne de l'époque, étant donné l'importance administrative de sa fonction.

## Architecture
Comme de nombreuses tombes de la nécropole thébaine, la TT 212 présente un plan classique avec une chapelle et un puits funéraire menant à la chambre funéraire.
En effet, elle présente les éléments suivants :
- Chapelle funéraire : cette chapelle est le premier espace accessible de la tombe. Elle était souvent utilisée par les vivants pour rendre hommage au défunt. C'est ici que se tenaient les cérémonies funéraires et les offrandes. Elle est généralement décorée de scènes religieuses et de prières, qui étaient destinées à accompagner le défunt dans sa transition vers l'au-delà. Dans la TT 212, cette chapelle est probablement décorée de représentations de Ramosé (le défunt), de scènes de sa vie, ainsi que de divinités et d'ancêtres qui jouaient un rôle essentiel dans la religion égyptienne. La chapelle est conçue pour être un lieu d’interaction entre le monde des vivants et des morts.
- Puits funéraire : au-delà de la chapelle, un puits funéraire mène à la chambre funéraire. Le puits est un élément clé dans l'architecture des tombes de cette époque, servant de passage physique mais aussi symbolique vers l’au-delà. C'est par ce puits que le défunt était censé descendre dans le royaume des morts, où il rencontrerait des obstacles et des jugements avant d'atteindre l'immortalité. Le puits funéraire, souvent profond, est une caractéristique marquante des tombes thébaines, et son rôle est de guider l'âme du défunt à travers un voyage spirituel. Il symbolise la séparation entre le monde des vivants et celui des morts, une transition qui était essentielle dans le cadre des croyances égyptiennes.
- Chambre funéraire : cette chambre est le cœur de la tombe, le lieu où reposait effectivement le corps du défunt. Dans TT 212, cette chambre était probablement un espace simple mais sacré, conçu pour préserver le corps et les objets funéraires qui accompagnaient le défunt dans l’au-delà. Ces objets comprenaient souvent des amulettes, des statues, des papyri funéraires et des offrandes alimentaires destinées à nourrir l’âme du défunt après sa mort. Cette chambre était souvent décorée de scènes de rituels funéraires et d’offrandes, créant ainsi un environnement propice à la résurrection et à la renaissance de l'âme du défunt.

## Décoration de la tombe
Les décorations de la tombe TT 212 incluent des scènes où Ramosé est montré recevant des offrandes, comme de la nourriture, des boissons et des objets précieux. Ces scènes suivent les conventions des tombes privées de l'époque, mais elles se distinguent par un réalisme plus marqué, avec des personnages dans des postures plus naturelles que celles des périodes précédentes. Les personnages sont représentés selon les canons traditionnels, mais la souplesse des poses témoigne d'une évolution dans l'art funéraire.

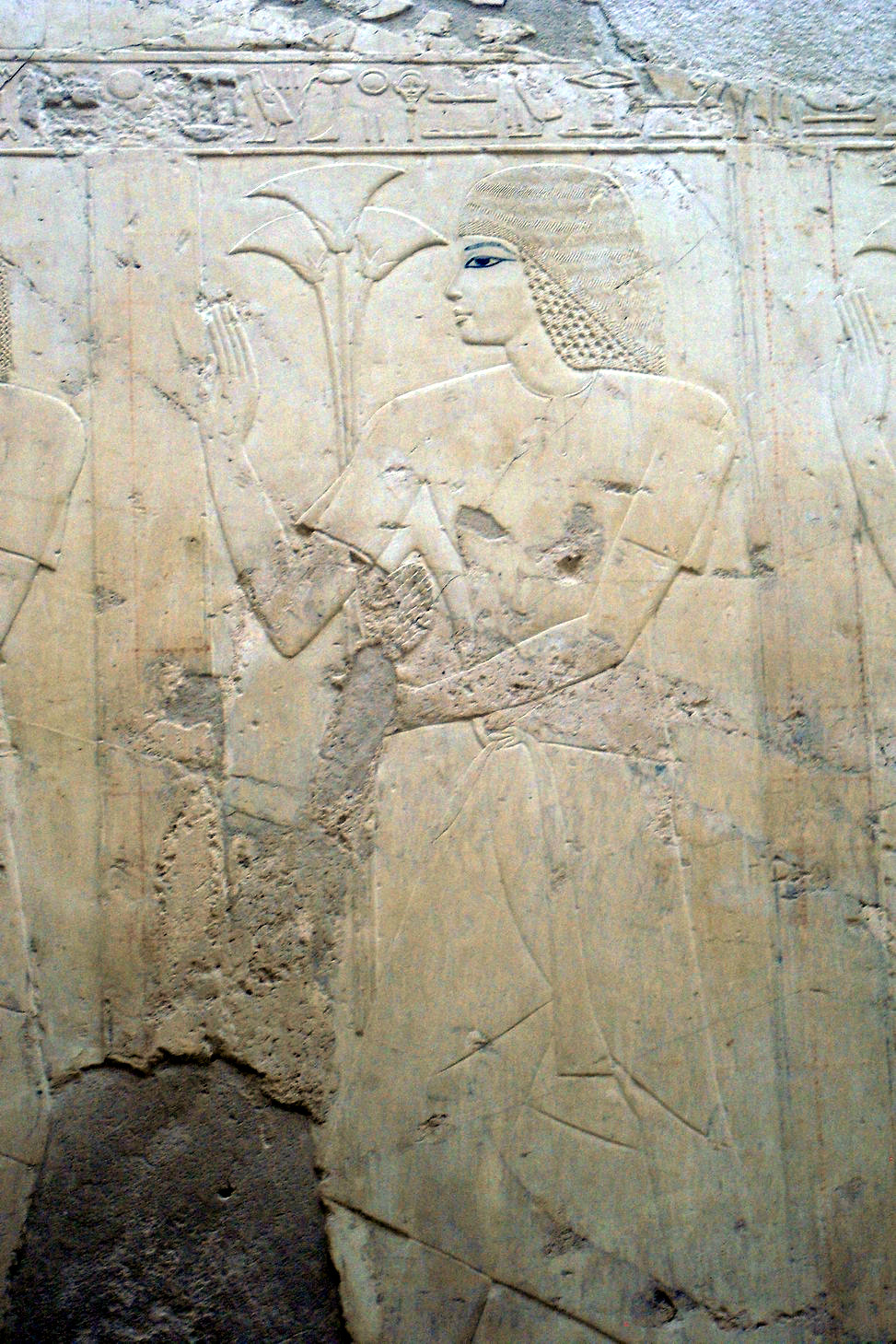
Bas-relief de la tombe de Ramosé (TT55)

La tombe présente des représentations de divinités, notamment Maât, la déesse de la vérité et de la justice, en lien avec la fonction de Ramosé en tant que scribe dans la Place de Vérité. Ces scènes illustrent l'importance de l'ordre cosmique et de la justice divine pour le défunt. Maât, symbolisée par une plume, est souvent représentée en train de juger ou d'accompagner le défunt dans son voyage vers l'au-delà.
Comme dans beaucoup de tombes de cette époque, l'image d'Osiris, dieu des morts et de la résurrection, est présente dans la décoration. Osiris symbolise l'espoir d'une renaissance dans l'au-delà, et cette représentation souligne la croyance en la vie après la mort, essentielle pour assurer l'immortalité du défunt.
Le règne de Ramsès II marque une évolution dans l'art funéraire, avec des figures humaines de plus en plus naturelles et des poses moins rigides. Bien que les canons artistiques égyptiens soient toujours respectés, une certaine souplesse dans les proportions et la représentation des visages apparaît, ce qui donne une dimension plus vivante aux scènes funéraires. L'iconographie royale joue un rôle central dans l'art funéraire, et cela peut se refléter dans la tombe TT 212. Bien que la tombe appartienne à un fonctionnaire, les idéaux royaux de l'ordre cosmique, de la justice et de l'harmonie sont omniprésents, renforçant l'idée que même les individus de statut élevé comme Ramosé sont liés à l'idéologie royale.
En comparant la tombe TT 212 à d'autres tombes de la XIXe dynastie, on remarque une certaine homogénéité dans les thèmes abordés, mais une évolution du style, notamment avec plus de réalisme et de dynamisme dans la représentation des personnages. Par exemple, les tombes royales et celles des fonctionnaires de haut rang présentent des scènes similaires, mais avec des niveaux de détail et de grandeur variables.

## Découvertes archéologiques
Des fouilles ont été menées à Deir el-Médineh, permettant ainsi de mieux appréhender la vie des ouvriers et artisans de la vallée des tombes royales, notamment leur rôle fondamental dans l’édification des tombes royales et les rites funéraires. Les artisans disposaient d’un statut social relativement privilégié tout à fait adapté aux normes de l’ancienne Égypte, ce que l’on peut constater à la qualité des tombes et à la richesse de leurs objets funéraires. De plus, les inscriptions de la tombe de Ramosé nous apportent sans doute des précisions sur ses fonctions administratives, notamment son rôle comme scribe dans la Place de Vérité, une fonction-clé dans l’organisation judiciaire et administrative. 
Enfin, les inscriptions hiéroglyphiques de la sépulture renseignent sur les titres, les fonctions et les actions de Ramosé qui sont des éléments précieux pour mieux connaître l’organisation de la société et la place de l’individu dans le monde égyptien ancien. Elles attestent aussi que les élites, même dans ces communautés de travailleurs, sont étroitement imbriquées avec la hiérarchie sociale et les rites religieux qui prévalaient dans la société égyptienne antique. 